# Stephen Thomas Erlewine
Stephen Thomas Erlewine (nascut el 18 de juny de 1973) és un crític musical nord-americà i editor sènior de la base de dades musical en línia AllMusic. És autor de moltes biografies d'artistes i crítiques discogràfiques per a AllMusic, així com un escriptor autònom, que ocasionalment contribueix amb notes de línia.
Erlewine va néixer a Ann Arbor, Michigan, i és un nebot de l'antic músic i fundador d'AllMusic Michael Erlewine. Va estudiar a la Universitat de Michigan, on es va especialitzar en anglès, i va ser editor de música (1993–94) i després editor d'arts (1994–1995) del diari de l'escola The Michigan Daily, i va ser DJ a l'emissora de ràdio del campus, WCBN. Ha contribuït a molts llibres, com ara All Music Guide to Rock: The Definitive Guide to Rock, Pop, and Soul i All Music Guide to Hip-Hop: The Definitive Guide to Rap & Hip-Hop.